# Бомбардовање Ниша касетним бомбама
Бомбардовање Ниша касетним бомбама десили су се 7. маја и 12. маја 1999. године током НАТО бомбардовања СР Југославије. То су једни од најозбиљнијих напада у току НАТО бомбардовања СРЈ у којем је дошло до страдања цивила коришћењем касетних бомби БЛУ-97. Прво бомбардовање је било значајнији догађај јер је укључивао смрт цивила уз употребу касетних бомби током НАТО бомбардовања у Југославији.

## Прво бомбардовање Ниша 7. маја 1999. године
Током 7. маја 1999. у времену од 11.30 и 11.40 часова, где су борбени авиони Ратног ваздухопловства Краљевине Холандије бацили више контејнера касетних бомби БЛУ-97 (са око 100—150 бомби по контејнеру) на Нишки аеродром (војни циљ), који се налази на крају града, али су бомбе „промашиле“ циљ и пале унутар ширег центра града. Бомбе су пале у близини центра града, који је удаљен више од 3-5 км од аеродрома од њихове претпостављене мете.
Касетне бомбе разасуте су из најмање два контејнера, ношене ветром, пале су на три локације у централном делу града и то:
- поред зграде Патологије нишког Медицинског центра на југу града,
- центар поред зграде Бановине укључујући главну пијацу, аутобуску станицу поред Нишке тврђаве и здравственог центра 12. фебруар и
- паркинг Ниш Експреса поред Нишаве

Извештаји говоре да је од експлозије касетних бомби 7. маја 1999. на три локације у Нишу;
- погинуло 15 цивила
- тешке повреде задобило 8 цивила,
- лакше повреде задобило 11 цивила,
- оштећено 120 стамбених објеката,
- уништено 47 а оштећено 15 путничких аутомобила.

Сви повређени збринути су у Клиничком центру у Нишу.
Тадашњи градоначелник Ниша, Зоран Живковић, изјавио је за Ројтерс: „Нема никаквог војног циља унутар километра одатле... Касетне бомбе погодиле су пијацу, зграде у околини изгледају као швајцарски сир... ракете су погодиле патолошки центар, паркинг и околне зграде... Видео сам мртвог човека који је носио торбу са луком унутра.“
У извештају Хјуман рајтс воч-а забележено је 14 смртних случајева цивила као последица напада, док је још 28 повређено. Вечерње новости су објавиле 16 погинулих цивила. Број смртних случајева међу цивилима био је велики јер се напад догодио усред дана када су се цивили окупљали на улицама и на пијаци где је број погинулих био највећи.

## Друго бомбардовање Ниша 12. маја 1999. године
Дана 12. маја 1999. године, источни део града је бомбардован касетним бомбама, што је резултирало рањавањем 11 цивила. Већина од тих повреда биле су ампутације. Бомбардовано је Дуваниште које је удаљено више од 7 км од аеродрома (најближег војног објекта). Прва жртва од последица тог бомбардовања настрадала је 2000. године, када је детонирала заостала неексплодирана касетна бомба БЛУ-97.

## Списак жртава
1. Александар Дељан (1949)
2. Божидар Вељковић (1961)
3. Љубиша Станчић (1941)
4. Божидар Ђорђевић (1942)
5. Гордана Секулић (1971)
6. Трифун Вучковић (1913)
7. Слободанка Стоиљковић (1937)
8. Драгиша Вучић (1941)
9. Живорад Илић (1928)
10. Вера Илић (1934)
11. Саша Миљковић (1966)
12. Љиља Спасић (7 месеци трудноће) (1973)
13. Герасим Јовановски (1915)
14. Милутин Живковић (1925)
15. Драгиша Анђелковић (1947)[10]

## Реакције
Сутрадан, 8. маја, генерални секретар НАТО-а, Хавијер Солана, потврдио је одговорност НАТО-а за напад, изјавом да је „НАТО потврдио да је оштећење пијаце и клинике проузроковало НАТО оружје које је промашило циљ“. Према изворима из војске САД, контејнер касетне бомбе CBU-87 није се отворио изнад циља него убрзо након избацивања из авиона, због чега је субмуниција пала на друге циљеве унутар града.
Касетне бомбе је избацио холандски . Након овог напада Холанђани су прекинули да користе касетне бомбе током бомбардовања, што није био случај са другим чланицама НАТО пакта. Авиони британског Краљевског ваздухопловства су и након овог случаја наставили да користе касетне бомбе.
Hjuman rajts voč је осудио напад и упозорио да касетне бомбе не смеју да се користе приликом напада на урбана насеља због густине насељености подручја. Амнести интернашонал је објавио да НАТО није предузео мере опреза и да је прекршио забрану несразмерног напада према чланку 54 (4) и (5) протокола I.
На Ниш је током бомбардовања укупно бачено 36 товара касетних бомби, где је убијено 15 цивила, док је 30 цивила повређено а од тог броја 8 цивила је тешко повређено, затим оштећено је 120 стамбених објеката, тотално је уништено 47 путничких аутомобила а 15 аутомобила је претрпела нека оштећења.
И поред неколико акција чишћења терена од заосталих касетних бомби, њихово дефинитивно уклањање (2010. године) још није могло бити завршено. У 2015. години, површина од 10.830.927 квадратних метара око Ниша је очишћена од касетних бомби, док је најављено чишћење још  6.000.000 m².